# Cataponera turdoides
Il tordo di Sulawesi (Cataponera turdoides Hartert, 1896) è un uccello della famiglia Turdidae, endemico dell'isola di Sulawesi (Indonesia). È l'unica specie del genere Cataponera.